# Huey (rapper)
Lawrence Franks Jr. (12 de setembro de 1987 — 25 de junho de 2020), mais conhecido pelo seu nome artístico Huey, foi um rapper americano de St. Louis, Missouri. Originalmente assinado com a Jive Records, Franks era mais conhecido por seu single de estréia em 2006, " Pop, Lock & Drop It ".

## Vida pregressa
Huey nasceu em Kinloch, Missouri, onde foi criado. Ele se mudou para o bairro Walnut Park de St. Louis quando tinha cinco anos e retornou ao Condado de St. Louis quando adolescente. Em uma entrevista, ele lembrou que sua comunidade tinha "muita droga consumida e, é claro, um pouco de violência" e disse que suas experiências crescendo em uma área difícil inspiraram suas letras de rap. Huey, o caçula de quatro filhos, lembrou que sua infância era "realmente dura" e afirmou "Minha mãe e meu pai estavam drogados. Meu irmão estava dentro e fora da cadeia. As pessoas adotivas estavam me perseguindo. Era uma loucura".

## Carreira
Aos 15 anos, Huey começou a criar batidas de hip hop. Seu irmão mais velho encaminhou Franks à produtora Angela Richardson, que estava criando um grupo de rap. Franks começou a se apresentar como Huey, e suas músicas "Oh" e "Pop, Lock & Drop It" se tornaram as favoritas locais entre DJs e promotores. Huey participou de uma série de mixtapes, uma das quais, Unsigned Hype, vendeu 8.000 cópias e foi notada pelo produtor TJ Chapman, que apresentou o rapper ao vice-presidente de A&R da Jive Records, Mickey "MeMpHiTz" Wright, em 2006.

## Morte
Por volta das 23 horas do dia 25 de junho de 2020, Huey e um homem não identificado de 21 anos foram baleados em frente à casa de Huey em Kinloch, Missouri. Huey foi levado para um hospital onde morreu pouco depois de chegar. A outra vítima sobreviveu de acordo com a polícia de Ferguson. Huey deixa sua filha de 13 anos.